# Перетятько Кирило Олександрович
Кири́ло Олекса́ндрович Перетя́тько — підполковник Збройних сил України, відзначився у ході російського вторгнення в Україну, учасник російсько-української війни, Герой України з врученням ордена «Золота Зірка» (2023).

## Життєпис
Під керівництвом підполковника Кирила Перетятька з липня по серпень 2023 року знищено 65 повітряних цілей противника. Отримав високу державну нагороду 1 жовтня 2023 року з рук Президента України Володимира Зеленського в День захисників і захисниць України на території Національного історико-архітектурного музею «Київська фортеця» в присутності військово-політичного керівництва держави та іноземних дипломатів.
Під час ракетно-дронової атаки росіян по території України в ніч проти 27 липня 2023 року бойова обслуга під керівництвом Кирила Перетятька знищила 20 крилатих ракет типу Х-101/505 та сім БПЛА «Шахед». Під час атаки у серпні 2023 року захисники неба під проводом Кирила Перетятька збили дві ракети Х-101/505, 12 «Калібрів» та дев'ять «Шахедів».

## Нагороди
- звання Герой України з врученням ордена «Золота Зірка» (28 вересня 2023) — за особисту мужність і героїзм, виявлені у захисті державного суверенітету та територіальної цілісності України, самовіддане служіння Українському народові.